# ونکلی
ونکلی (به لاتین: Vankalai) یک عوارض جغرافیایی در سری‌لانکا است که در ناحیه منار واقع شده‌است.